# Крайцери проект 82
Крайцери проект 82 известни още и като тежки крайцери тип „Сталинград“, са проект тежки крайцери (според официалната съветска класификация), най-големите в света, строени за ВМФ на СССР, в периода край на 1940-те – начало на 1950-те г. В основата на проекта е положен крайцерите от проект 83 (закупеният от Германия тежък крайцер „Лютцов“). Инициатор на строителството на крайцерите от типа „Сталинград“ е лично И. В. Сталин. След смъртта му строителството на крайцерите е прекратено.

## Артилерия
Основен калибър
Предвидени са три куполни установки СМ-31. Всяка кула е въоръжена с три оръдия СМ-33 калибър 305 мм и дължина на ствола 61 калибра.
Оръдието има далечина на стрелбата 53 км (при маса на снаряда 467 кг). Също е разработен снаряд с маса 230,5 кг, за далечини на стрелба по брегови цели с голяма площ (градове, големи военноморски бази) над 120 км.

## Корабите в серията
- „Сталинград“ (заводски № 400). Зачислен в списъците на ВМФ на СССР на 31 август 1951 г. Заложен на 31 декември 1951 г. в завод № 444 (гр. Николаев). Със заповед № 00112 на министъра на транспорта и тежкото машиностроене И. И. Носенко, от 18 април 1953 г. строителството е прекратено. През юни 1953 г. е взето решение да се използва част от корпуса, включая цитаделата, като реален опитен отсек за проверки на стабилността на конструктивната защита на кораба от въздействието на новите образци морско оръжие. През 1954 г. преоборудваният отсек е спуснат на вода и в периода 1956 – 1957 г. се използва като мишена за изпитанията на крилати ракети, артилерийски снаряди, авиобомби и торпеда. В резултат на всички тези изпитания отсекът не губи плавучест при пълно отсъствие на сили и средства на борба за живучест.
- „Москва“ (заводски № 406). Зачислен в списиците на ВМФ на 30 април 1951 г. Заложен през септември 1952 г. на стапел „А“ на завода № 189 („Балтийски завод С. Орджоникидзе“, гр. Ленинград). На 18 април 1953 г. е свален от строителство и предаден на „Главвторчермет“ за демонтаж и разкомплетоване за метал.
- Корпус №3 (название не е присвоявано, заводски № 401). Заложен през октомври 1952 г. в завод № 402 (гр. Молотовск).

## Особености на класификацията
Според западната класификация артилерийските кораби „Сталинград“ се отнасят към класа на линейните крайцери, в който обикновено се включват кораби с водоизместимост над 20 000 тона и калибър на оръдията от 280 мм, които поради слабо брониране и високата им скорост не попадат в класа на линкорите. Към края на 1940-те години, когато „Сталинград“ се планира за строеж, класът на линейните крайцери вече е в историята. Реликва на този клас са също и американските крайцери от типа „Аляска“, наречени в САЩ „големи крайцери“ (на английски: large cruiser) поради липсата, към онзи момент, в американската класификация на класа „линейни крайцери“ (на английски: battlecruiser).
Тежък крайцер според западната класификация се явява кораб с калибър на оръдията 203 мм (водоизместимостта на тези кораби съставлява от 10 000 до 20 000 тона). В СССР не е построен нито един кораб, попадащ в тази категория, макар първоначалния проект на крайцерите от проекта 68-бис предвижда въоръжение от осем 203-мм оръдия.

## Оценка на проекта
Крайцерите от проекта 82 не срещат особена поддръжка от страна на командването на флота. Новият военноморски министър Н. Г. Кузнецов, предполагайки в близкото бъдеще появата у СССР на управляеми противокорабни ракети се изказва за този кораб така:
| „                                                                                        | Тежък, неясен кораб. Не се вижда целта да оправдава средствата. Много скъп кораб… | “ |
| Васильев А., Морин А. Суперлинкоры Сталина. „Советский Союз“, „Кронштадт“, „Сталинград“. |                                                                                   |   |

В хода на разработката на проекта той е подложен на многобройни преправяния, които също не са му от полза. Така например, по искане на Сталин, заради увеличение на скоростта е намален радиусът на действие и зенитната артилерия, което превръща проекта 82 в един вид „линеен крайцер за брегова отбрана“.
Сама по себе си тактическата ниша за тежкия (фактически – линеен) крайцер от проекта „Сталинград“ също е много неясна. Сталин има други виждания за предназначението на корабите от този клас, предполагайки използването им за борба с леките крайцери:
| „                                                                                        | Не ни трябва на нас да се забъркваме в бой с тежките крайцери на противника. Основната задача на тежкия крайцер трябва да бъде друга – борба с леките крайцери на противника. Трябва да се увеличи скоростта му до 35 възела, за да паникьосва леките крайцери на противника, да ги разпъжда и да ги разгромява. Този крайцер трябва да лети като лястовичка, да бъде пират, истински бандит. Той трябва да избяга изпод удара на тежките кораби на противника | “ |
| Васильев А., Морин А. Суперлинкоры Сталина. „Советский Союз“, „Кронштадт“, „Сталинград“. | |   |

Появата на ПКР с въздушно, а след това и с корабно базиране от серията КС-1 Комета прави безсмислено продължаването на строителството на тежки артилерийски кораби въобще.

## Интересни факти
Готовите опорно-въртящи устройства за оръдейните кули на главния калибър са използвани при строителството на антенните системи на АДУ-1000, комплекса за далечна космическа свръзка „Плутон“.
Уникалното 305-мм оръдие СМ-33, за триоръдейните куполни установки СМ-31 на тежките крайцери от типа „Сталинград“ пр. 82, има далекобойност:
– с обикновен фугасен снаряд, тегло 467 кг – 53 км.
– специален далекобоен снаряд (разработка на НИИ-24 1954 г., чертеж 5219), с тегло 230,5 кг – 127,3 км.
Преди пътуването на Н. С. Хрушчов в САЩ, всички работи по свръхдалечната, както и въобще по тежката артилерия са прекратени.